# Rhodophiala tiltilensis
Rhodophiala tiltilensis är en amaryllisväxtart som först beskrevs av Hamilton Paul Traub och Harold Norman Moldenke, och fick sitt nu gällande namn av Hamilton Paul Traub. Rhodophiala tiltilensis ingår i släktet Rhodophiala och familjen amaryllisväxter. Inga underarter finns listade i Catalogue of Life.